# Straßensystem in Irland

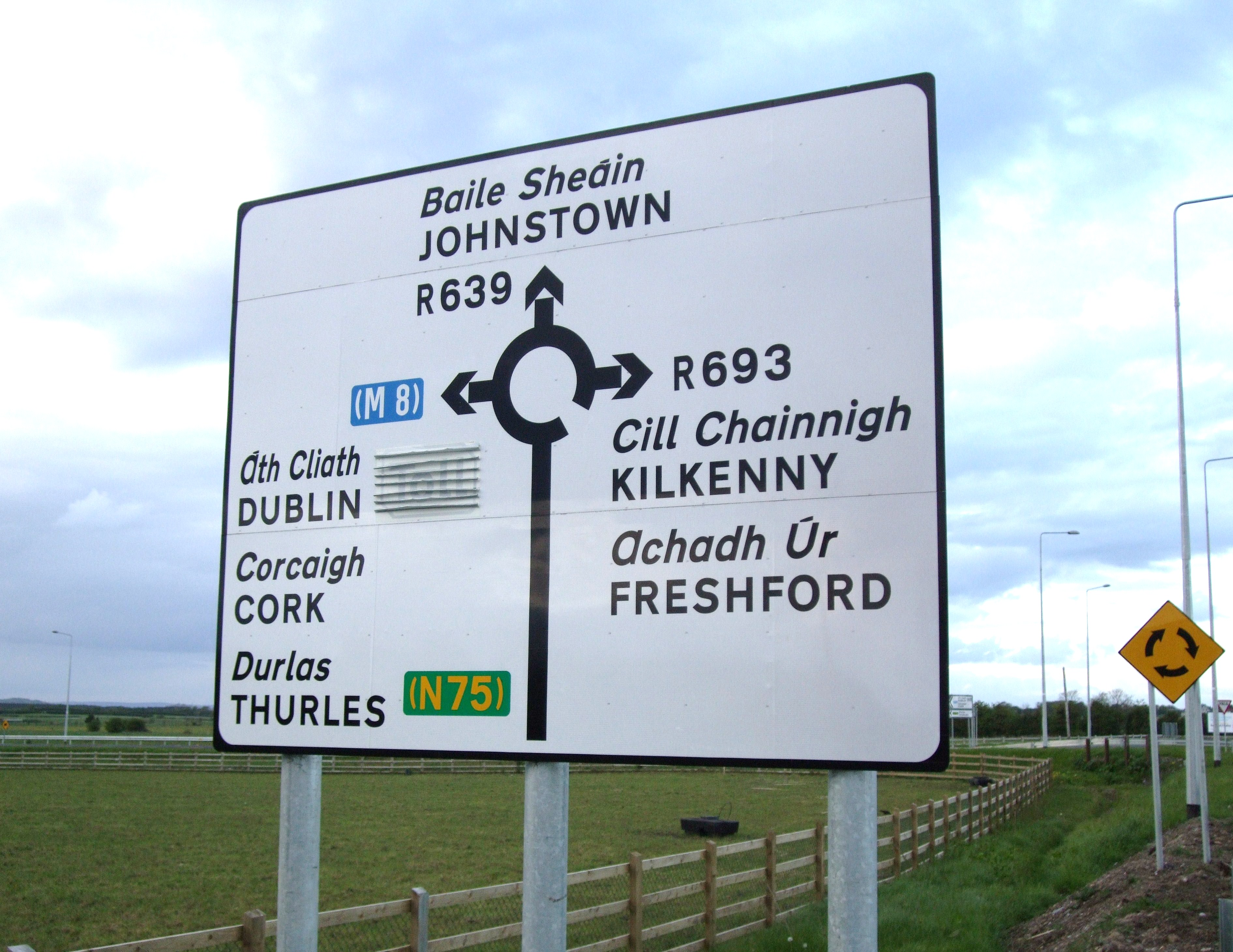
Ein typisch irisches Straßenschild nahe Urlingford, County Kilkenny

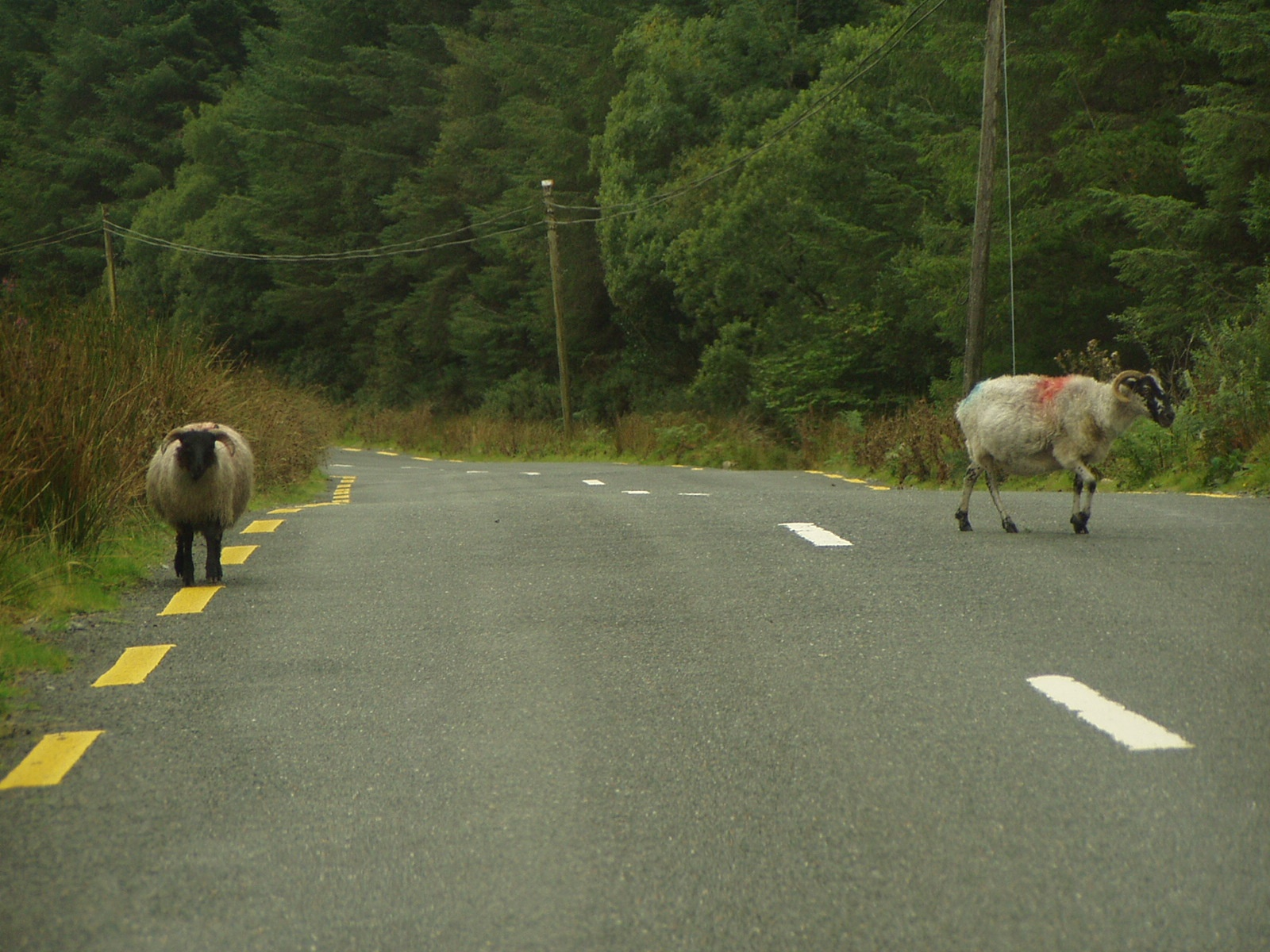
Häufige Verkehrsteilnehmer in Irland (auch auf Nationalstraßen)

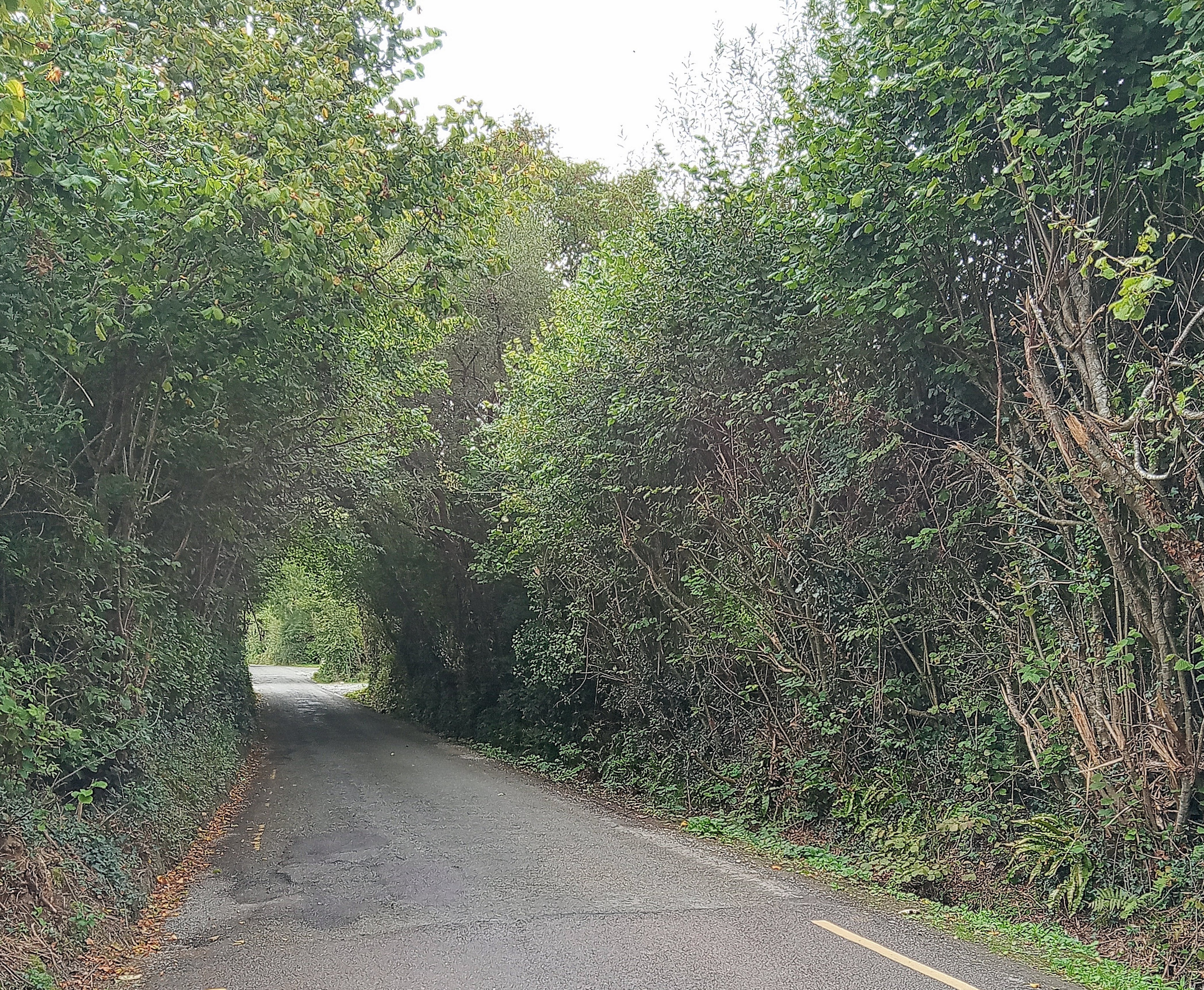
Typische Verbindungsstraße ohne Seitenstreifen

Sowohl das Straßensystem in Irland als auch das in Nordirland ist sehr umfassend. Historisch bedingt haben Nordirlands Straßen eine bessere Qualität, auch wenn durch die Erneuerung der Trassen in der Republik Irland die Unterschiede kleiner geworden sind. Einige Landstraßen auf der ganzen Insel sind sehr schmal, haben einen relativ schlechten Fahrbahnbelag, Schlaglöcher, uneinsehbare Kreuzungen und Kurven.
Durch die Unterstützung der Europäischen Union wurden und werden die meisten irischen Nationalstraßen erneuert. Bis Ende der 1980er Jahre gab es in der Republik Irland lediglich eine vierspurige Straße (dual carriageway) von Dublin nach Naas. Inzwischen (Ende 2017) sind die meisten größeren Städte an das neu gebaute Autobahnnetz angebunden.
Während in Nordirland alle Entfernungen und Geschwindigkeiten auf Straßenschildern in Meilen (und kürzere Entfernungen in Yards) angegeben sind, wurden in der Republik über einen Zeitraum von 10 Jahren alle Verkehrsschilder auf Kilometer umgestellt. Dabei begann man schrittweise mit den Entfernungsangaben. Am 20. Januar 2005 wurden dann mit der Umstellung der Geschwindigkeiten diese Maßnahmen abgeschlossen.
Auch 20 Jahre nach der Umstellung der Geschwindigkeitsschilder muss (wegen der Verwendung von mph in Nordirland) jedes Geschwindigkeitsschild in der Republik Irland (auch dreistellige Zahlen in der Provinz Munster) mit der Einheitenangabe km/h gekennzeichnet werden.

## Klassifizierung der Straßen
In der Republik Irland sind die Straßen folgendermaßen klassifiziert:
- Nationalstraßen, gekennzeichnet durch N oder M, gefolgt von maximal 2 Ziffern.
- Regionalstraßen, gekennzeichnet durch R, gefolgt von 3 Ziffern.
- Verbindungsstraßen, gekennzeichnet durch L, gefolgt von 4 oder 5 Ziffern.

Die Autobahnen (gekennzeichnet durch M) sind alle parallel zu den existierenden Nationalstraßen gebaut (Ausnahme M50). Nach ihrer Fertigstellung haben sie deren Nummer erhalten (N1 → M1), die bisherigen Nationalstraßen wurden überwiegend zu Regionalstraßen herabgestuft (N1 → R132). Im Falle der N8 wurde der Abschnitt von Port Laoise nach Durrow in N77 (die bereits Durrow mit Kilkenny verband) umbenannt. Es gibt daher, anders als in Deutschland, keine M- und N-Straßen mit der gleichen Nummer.

## Autobahnen

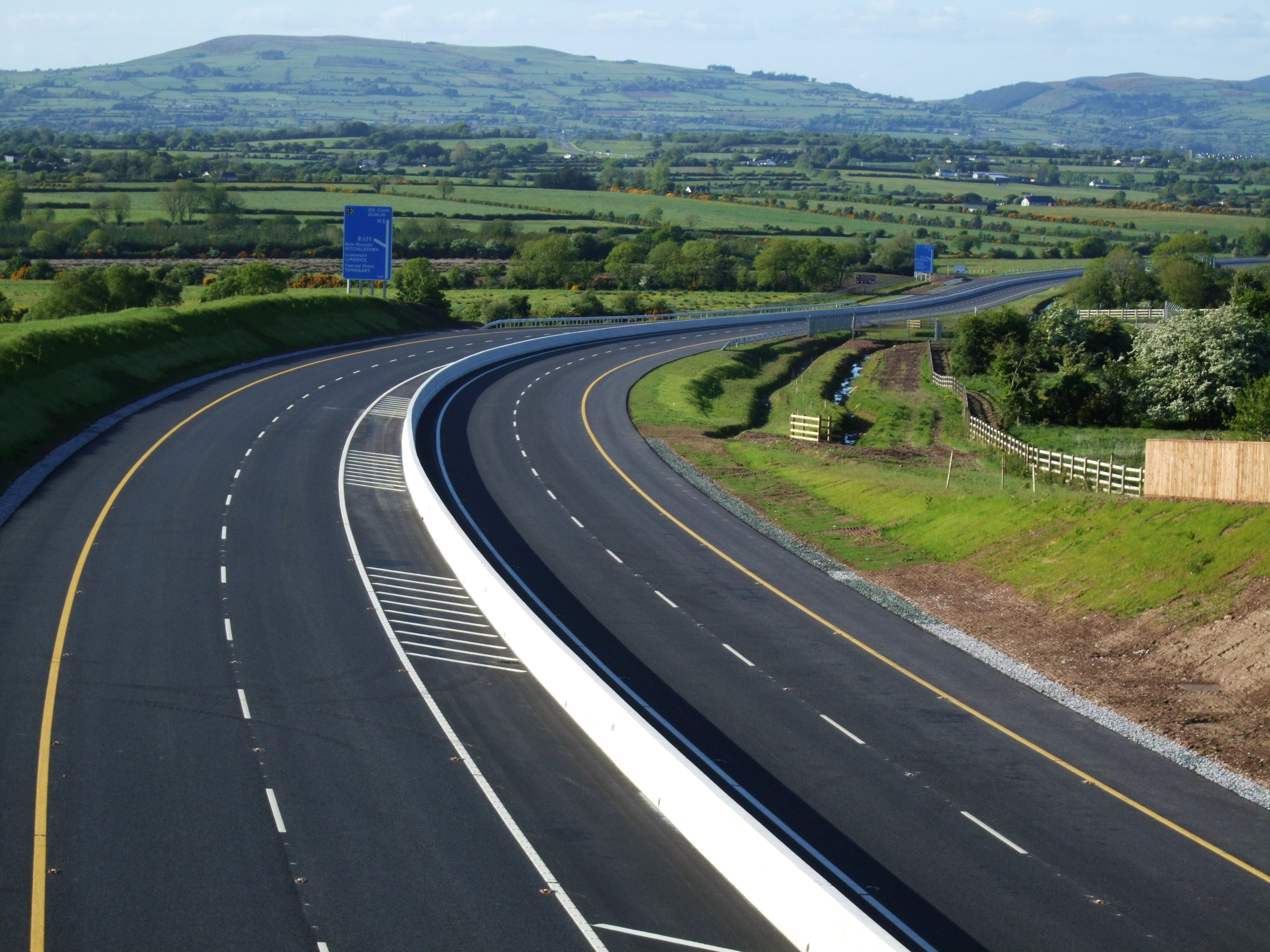
M8 motorway im nördlichen County Cork (Mai 2009)

Die irischen Autobahnen (englisch motorways, irisch mótarbhealaí) verbinden Dublin mit den größeren Städten im Norden, Westen und Süden. Sie gehören zu den Nationalstraßen und werden durch ein M, gefolgt von 1 oder 2 Ziffern, gekennzeichnet. Die Nummerierung beginnt mit der M1 und wird entgegen dem Uhrzeigersinn fortgesetzt. Darüber hinaus gibt es noch die M50, die einen Halbkreis um Dublin bildet.
In der folgenden Tabelle sind die Ende 2017 bestehenden Autobahnen aufgeführt.
| Nummer                                | Verlauf                                                        | Ziel                  | Länge  |
| ------------------------------------- | -------------------------------------------------------------- | --------------------- | ------ |
| Vorlage:RSIGN/Wartung/EU-E-Einbindung | Dublin – Swords – Drogheda – Dundalk – Grenze zu Nordirland () | Dublin – Belfast      | 80 km  |
|                                       | Dublin – Ashbourne                                             | Dublin – Derry        | 13 km  |
|                                       | Dublin – Navan – Kells (Meath).                                | Dublin – Ballyshannon | 48 km  |
|                                       | Dublin – Mullingar                                             | Dublin – Sligo        | 45 km  |
|                                       | Kinnegad – Athlone – Ballinasloe – Galway                      | Dublin – Galway       | 130 km |
|                                       | Naas – Newbridge – Port Laoise – Nenagh – Limerick             | Dublin – Limerick     | 167 km |
| Vorlage:RSIGN/Wartung/EU-E-Einbindung | Mountrath – Thurles – Cashel – Cahir – Cork                    | Dublin – Cork         | 147 km |
|                                       | Newbridge – Carlow – Kilkenny – Waterford                      | Dublin – Waterford    | 119 km |
| Vorlage:RSIGN/Wartung/EU-E-Einbindung | Bray – Ersetzt durch – Wicklow – Arklow – Enniscorthy          | Dublin – Wexford      | 90 km  |
|                                       | Galway – Tuam                                                  | Galway – Sligo        | 26 km  |
|                                       | Shannon – Ennis – Gort – Galway                                | Limerick – Galway     | 71 km  |
|                                       | Limerick – Patrickswell (Weiterführung nach Cork geplant)      | Limerick – Cork       | 9 km   |
| Vorlage:RSIGN/Wartung/EU-E-Einbindung | Ring um Dublin                                                 | Dublin                | 45 km  |

## Nationalstraßen

### Nationalstraßen 1. Ordnung
Die Nationalstraßen (national primary roads, príomhbhóithre náisiúnta) haben das Präfix N, oder M, falls es sich um Autobahnen handelt, gefolgt von einer maximal zweistelligen Zahl, z. B. N1 oder N67. Die wichtigsten Nationalstraßen haben die Bezeichnungen N1 bis N11 (gegen den Uhrzeigersinn von Dublin aus nummeriert).
| Zeichen | Name | Verlauf                                                                                                | Länge |
| ------- | ---- | --- | ----- |
| N1      | N-1  | Dublin – Swords – Balbriggan – Drogheda – Dundalk – Grenze zu Nordirland ()                            |       |
| N2      | N-2  | Dublin – Slane – Collon – Ardee – Carrickmacross – Monaghan – Grenze zu Nordirland ()                  |       |
| N3      | N-3  | Dublin – Navan – Kells – Virginia – Cavan – Belturbet – Grenze zu Nordirland ()                        |       |
| N4      | N-4  | Dublin – Lucan – Maynooth – Mullingar – Edgeworthstown – Longford – Carrick-on-Shannon – Boyle – Sligo |       |
| N5      | N-5  | Westport – Castlebar – Swinford – Charlestown – Longford                                               |       |
| N6      | N-6  | Galway – Loughrea – Ballinasloe – Athlone – Kinnegad                                                   |       |
| N7      | N-7  | Dublin – Naas – Newbridge – Kildare – Port Laoise – Roscrea – Nenagh – Limerick                        |       |
| N8      | N-8  | Port Laoise – Durrow – Cashel – Cahir – Mitchelstown – Fermoy – Cork                                   |       |
| N9      | N-9  | Newbridge – Carlow – Thomastown – Waterford                                                            |       |
| N10     | N-10 | Carlow – Kilkenny – Waterford                                                                          |       |
| N11     | N-11 | Dublin – Bray – Greystones – Wicklow – Arklow – Gorey – Enniscorthy – Wexford                          |       |
| N12     | N-12 | Monaghan – Grenze zu Nordirland ()                                                                     |       |
| N13     | N-13 | Stranorlar – Letterkenny – Grenze zu Nordirland ()                                                     |       |
| N14     | N-14 | Letterkenny – Lifford                                                                                  |       |
| N15     | N-15 | Lifford – Stranorlar – Donegal – Ballyshannon – Bundoran – Sligo                                       |       |
| N16     | N-16 | Sligo – Manorhamilton – Grenze zu Nordirland ()                                                        |       |
| N17     | N-17 | Tuam – Milltown – Claremorris – Charlestown – Tubbercurry                                              |       |
| N18     | N-18 | Limerick – Shannon – Ennis – Gort                                                                      |       |
| N19     | N-19 | Shannon – Limerick                                                                                     |       |
| N20     | N-20 | Limerick – Charleville – Mallow – Cork                                                                 |       |
| N21     | N-21 | Tralee – Castleisland – Abbeyfeale – Newcastle West – Rathkeale – Adare                                |       |
| N22     | N-22 | Cork – Macroom – Killarney – Tralee                                                                    |       |
| N23     | N-23 | Castleisland – Killarney                                                                               |       |
| N24     | N-24 | Waterford – Carrick-on-Suir – Clonmel – Cahir – Tipperary – Limerick                                   |       |
| N25     | N-25 | Cork – Midleton – Youghal – Dungarvan – Waterford – New Ross – Wexford– - Rosslare Harbour             |       |
| N26     | N-26 | Ballina – Foxford – Swinford                                                                           |       |
| N27     | N-27 | Cork – Cork Airport                                                                                    |       |
| N28     | N-28 | Cork – Ringaskiddy                                                                                     |       |
| N29     | N-29 | Waterford                                                                                              |       |
| N30     | N-30 | New Ross – Enniscorthy                                                                                 |       |
| N31     | N-31 | Dublin – Dún Laoghaire                                                                                 |       |
| N32     | N-32 | Dublin – Fortsetzung der                                                                               |       |
| N33     | N-33 | Ardee – Drogheda                                                                                       |       |
| N40     | N-40 | Stadtautobahn Cork                                                                                     |       |
| N50     | N-50 | Ring um Dublin (Auch )                                                                                 |       |

### Nationalstraßen 2. Ordnung
Die Nationalstraßen Zweiter Ordnung (Überlandstraße) (national secondary roads, bóithre náisiúnta den dara grád) haben Nummern jenseits von N50. Ausnahme ist hier nur die Ringautobahn um Dublin, die neben der Bezeichnung M50 auch die Bezeichnung N50 trägt.
| Zeichen | Name | Verlauf | Länge |
| ------- | ---- | --- | ----- |
| N51     | N-51 | Drogheda – Slane – Navan – Athboy – Delvin                                                                                             |       |
| N52     | N-52 | Dundalk – Ardee – Kells – Delvin – Mullingar – Tullamore – Birr – Nenagh                                                               |       |
| N53     | N-53 | Grenze zu Nordirland () – Dundalk – Monaghan                                                                                           |       |
| N54     | N-54 | Monaghan – Cavan |       |
| N55     | N-55 | Cavan – Granard – Edgeworthstown – Ballymahon – Athlone                                                                                |       |
| N56     | N-56 | Stranorlar – Letterkenny – Termon – Dunfanaghy – Falcarragh – Gortahork – Gweedore – Dungloe – Glenties – Ardara – Killybegs – Donegal |       |
| N58     | N-58 | Foxford – Castlebar |       |
| N59     | N-59 | Galway – Oughterard – Clifden – Westport – Newport – Crossmolina – Ballina – Dromore West                                              |       |
| N60     | N-60 | Castlebar – Claremorris – Ballyhaunis – Castlerea – Roscommon                                                                          |       |
| N61     | N-61 | Athlone – Roscommon – Boyle |       |
| N62     | N-62 | Athlone – Birr – Roscrea – Templemore – Thurles                                                                                        |       |
| N63     | N-63 | Longford – Roscommon – Galway |       |
| N65     | N-65 | Nenagh – Portumna – Loughrea |       |
| N66     | N-66 | Loughrea – Gort |       |
| N67     | N-67 | Tarbert – Kilrush – Kilkee – Milltown Malbay – Lahinch – Ennistymon – Lisdoonvarna – Ballyvaughan – Kinvara – Oranmore – Galway        |       |
| N68     | N-68 | Ennis – Kilrush |       |
| N69     | N-69 | Limerick – Askeaton – Foynes – Glin – Tarbert – Listowel – Tralee                                                                      |       |
| N70     | N-70 | Tralee – Killorglin – Cahersiveen – Kenmare                                                                                            |       |
| N71     | N-71 | Killarney – Kenmare – Bantry – Skibbereen – Clonakilty – Bandon – Cork                                                                 |       |
| N72     | N-72 | Killorglin – Killarney – Mallow – Fermoy – Lismore – Dungarvan                                                                         |       |
| N73     | N-73 | Mallow – Mitchelstown |       |
| N74     | N-74 | Tipperary – Cashel |       |
| N75     | N-75 | Thurles – Port Laoise |       |
| N76     | N-76 | Kilkenny – Callan |       |
| N77     | N-77 | Port Laoise – Kilkenny |       |
| N78     | N-78 | Kilkenny – Athy – Newbridge |       |
| N80     | N-80 | Carlow – Port Laoise – Tullamore |       |
| N81     | N-81 | Tullow – Baltinglass – Blessington – Dublin                                                                                            |       |
| N82     | N-82 | Dublin Abzweig der zur |       |
| N83     | N-83 | Galway – Claregalway – Tuam – Ballyhaunis                                                                                              |       |
| N84     | N-84 | Galway – Castlebar |       |
| N85     | N-85 | Ennis – Inagh – Ennistymon |       |
| N86     | N-86 | Tralee – Dingle |       |
| N87     | N-87 | Belturbet – Grenze zu Nordirland () |       |

## Regionalstraßen

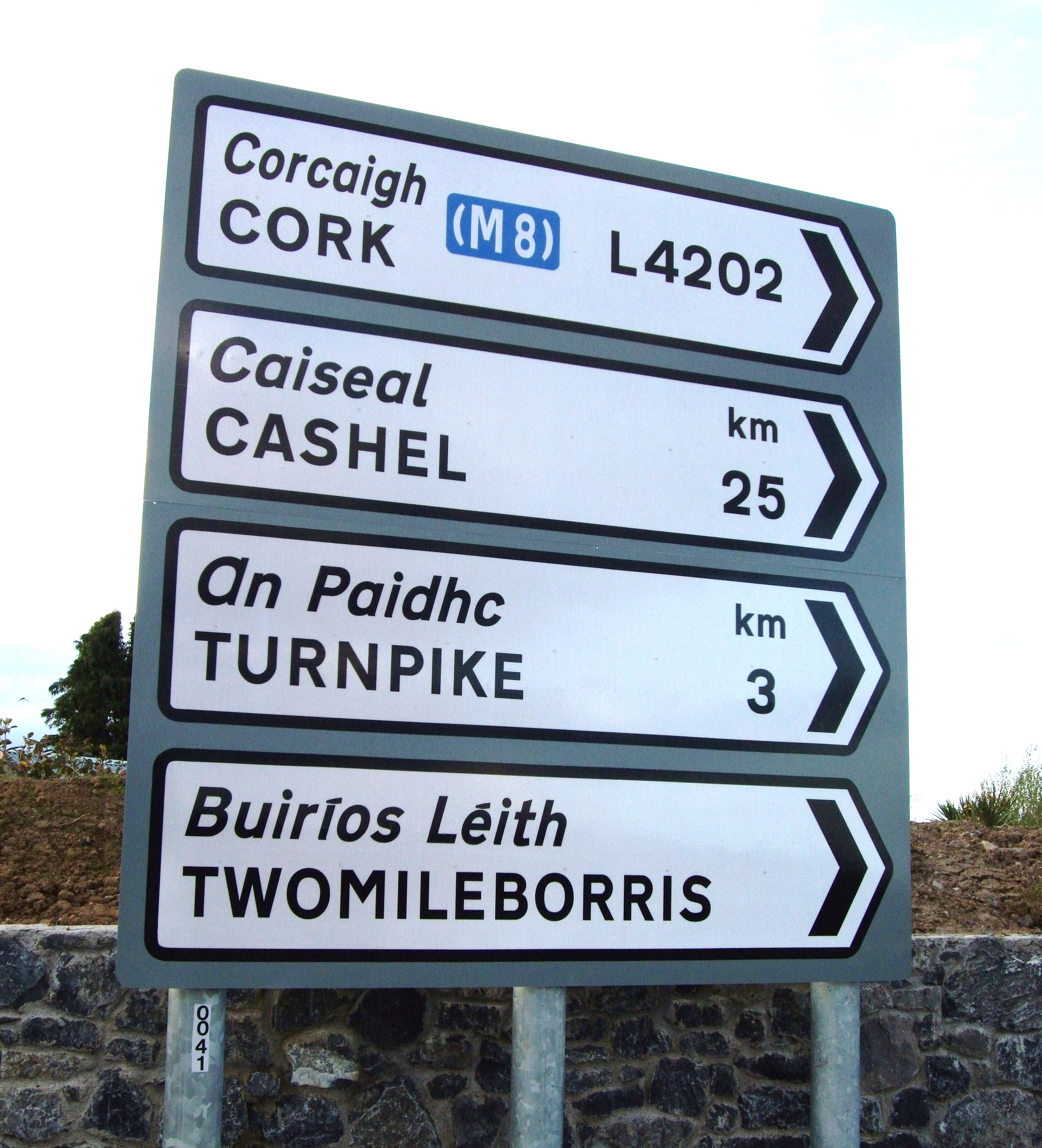
Straßenschild in County Tipperary

Die Regionalstraßen (Landstraßen) (regional roads, bóithre réigiúnacha) beginnen mit dem Buchstaben R. Die Durchnummerierung erfolgt von R1 (im Nordosten) bis R7xx (im Südosten Irlands). Die Bandbreite dieser Straßen reicht von zweispurigen Fahrbahnen mit Mittelstreifen bis hin zu fast einspurigen Straßen. Alle weiteren „Straßen“ werden normalerweise nicht mit einer Nummer ausgewiesen; offiziell sind diese Straßen mit dem Buchstaben L und vier oder fünf Ziffern registriert. Einige alte Straßen haben noch die alten Bezeichnungen, die mit einem T (trunk road, mórbhóthar) oder einem L (link road, bóthar ceangail) beginnen.

## Erlaubte Geschwindigkeiten

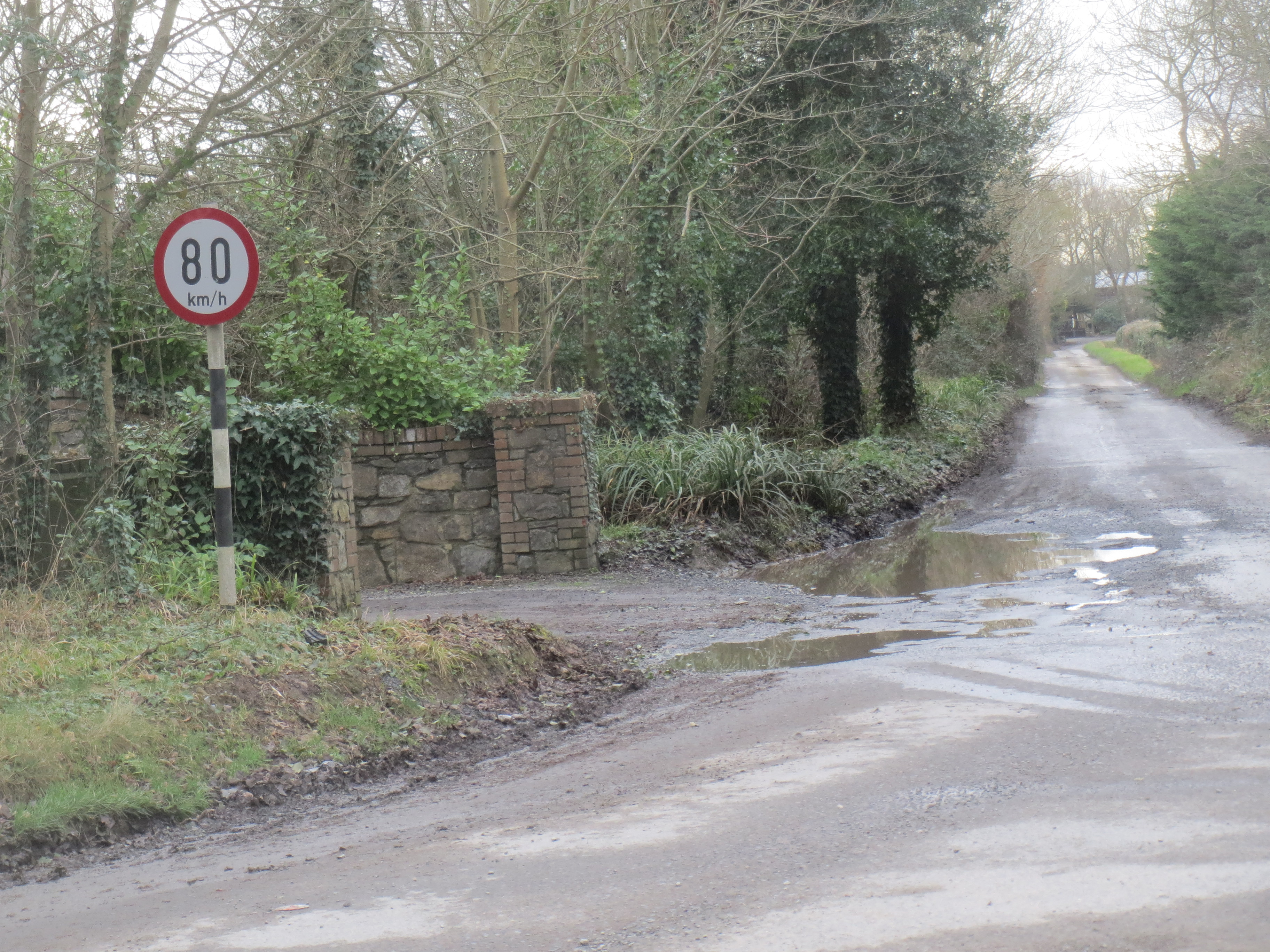
Kleine Straße mit zugelassenen max. 80 km/h

Auf den Straßen in der Republik Irland gelten folgende Geschwindigkeiten.
- Auf Autobahnen 120 km/h.
- Auf Nationalstraßen 100 km/h. Auf Nationalstraßen 2. Ordnung ab Mitte 2025: 80 km/h.[4]
- Auf Regional- und Verbindungsstraßen 60 km/h, teilweise 80 km/h. Wurde eine Nationalstraße wegen der neu erbauten Autobahn zu einer Regionalstraße herabgestuft, so wird dort die Geschwindigkeitsbegrenzung von 100 km/h beibehalten.
- Innerhalb von Ortschaften 50 km/h. In Stadt- und Ortszentren sowie Wohngebieten ab Mitte 2025: 30 km/h.
- Zusätzlich können in bestimmten Zonen Grenzen von 30 km/h oder 60 km/h vorgeschrieben sein. Dabei sind die 30 km/h-Zonen in der Regel in Ortschaften und die 60 km/h-Begrenzungen in bebauten Gebieten, die am Rande, aber noch außerhalb von Orten liegen.

Bei der Umstellung von Meilen auf Kilometer wurden grundsätzlich an allen Straßen Verkehrsschilder für die gesetzlich zugelassene Geschwindigkeit aufgestellt. So stehen bei der Ortsausfahrt selbst auf einem engen Feldweg, der als Verbindungsstraße gilt, Schilder für 80 km/h. Mit den neuen Maximalgeschwindigkeiten für kleinere Straßen ab Februar 2025 gilt hier 60 km/h. Die Verkehrszeichen sollen umgestellt werden.